# Хиль, Барбара
Барбара Хиль (исп. Bárbara Gil, 24 марта 1930, Гвадалахара, Халиско, Мексика — 11 сентября 2015, там же) — мексиканская актриса театра и кино. Являлась актрисой «Золотого века» мексиканского кинематографа.

## Биография
Родилась 24 марта 1930 года в Гвадалахаре. Обучалась актёрскому мастерству в Национальном институте изящных искусств. Актёрский дебют актрисы состоялся на сцене театра в 1947 году, где в театре Дворца изящных искусств она сыграла роль Дульсинеи Тобосской в легендарном спектакле всех времён и народов Дон Кихоте. В 1949 году она впервые снялась в кино. В 1958 году судьба принесла актрисе колоссальный успех — она снялась в первой мексиканской теленовелле. Она считалась плодовитой актрисой, которая много снималась в кино и сериалах, а также в театральных постановках.
Настоящий успех пришёл к ней в 1980-х годах, т.к она в это время снималась очень много, и лишь две картины принесли ей всеобщий успех и ликование. Речь идёт о культовых мексиканских теленовеллах Дикая Роза (роль прислуги Амалии) и Просто Мария (роль прислуги Дульсе). После блестящего исполнения двух ролей, актриса получила всеобщее признание во всём мире, в т.ч и в России, где с успехом прошли два этих сериала.
В 2001 году Барбара Хиль снималась в теленовелле «Злоумышленница», где она доигрывала роль, ушедшей со съёмочной площадки великой мексиканской звезды Сильвии Дербес, вследствие слабого здоровья и обнаружением у неё рака лёгких.
Скончалась 11 сентября 2015 года в Гвадалахаре от инфаркта миокарда.

### Личная жизнь
Барбара Хиль вышла замуж за режиссёра Мигель Корсега и у них появились на свет трое детей — два сына и дочь. Вместе они основали труппу театра, однако личная жизнь у них не сложилась — они развелись.

## Фильмография

### Теленовеллы студии Televisa
- 1966 — Мария Исабель — Мирея Серрано
- 1987 — Дикая Роза — Амалия
- 1989 — Просто Мария — Дульсе (дубляж — Екатерина Васильева)
- 1996 — Узы любви — Флор
- 2000 — Рамона
- 2001 — Злоумышленница — Сагрария Варгас#2

### Мексиканские теленовеллы, показанные свыше двух сезонов
- 1985 — Женщина, случаи из реальной жизни

## Факты
- В некоторых сериалах в титрах указана как Барбара Корсега.